# Stanisław Ryłko
Stanisław Marian Ryłko (ur. 4 lipca 1945 w Andrychowie) – polski duchowny rzymskokatolicki, doktor nauk społecznych, arcybiskup, przewodniczący Papieskiej Rady ds. Świeckich w latach 2003–2016, kardynał od 2007 (najpierw w stopniu diakona, w 2018 promowany do stopnia prezbitera), archiprezbiter bazyliki Matki Bożej Większej w latach 2017–2025, członek Papieskiej Komisji ds. Państwa Watykańskiego od 2018.

## Życiorys
Urodził się 4 lipca 1945 w Andrychowie. Kształcił się w miejscowym Liceum Ogólnokształcącym im. Marii Skłodowskiej-Curie, gdzie w 1963 złożył świadectwo dojrzałości. W latach 1963–1969 studiował w Wyższym Seminarium Duchownym Archidiecezji Krakowskiej. Święceń prezbiteratu udzielił mu w katedrze na Wawelu 30 marca 1969 kardynał Karol Wojtyła, arcybiskup metropolita krakowski. W 1971 uzyskał licencjat z teologii moralnej na Papieskim Wydziale Teologicznym w Krakowie, zaś w latach 1972–1978 kontynuował studia w Rzymie na Papieskim Uniwersytecie Gregoriańskim, gdzie uzyskał doktorat w zakresie nauk społecznych.
W latach 1969–1971 był wikariuszem w parafii św. Marii Magdaleny w Poroninie. Po ukończeniu studiów doktorskich w latach 1978–1987 pełnił funkcję wicerektora Wyższego Seminarium Duchownego w Krakowie, jednocześnie wykładając teologię pastoralną i socjologię na Papieskiej Akademii Teologicznej. Ponadto w 1979 został mianowany sekretarzem Komisji ds. Apostolstwa Świeckich Konferencji Episkopatu Polski. W 1987 powrócił do Rzymu, gdzie rozpoczął pracę jako kierownik biura Sekcji Młodzieżowej Papieskiej Rady ds. Świeckich, uczestnicząc w organizacji Światowych Dni Młodzieży w Santiago de Compostela w 1989, w Częstochowie w 1991 i w Denver w 1993. W latach 1992–1995 pracował w sekcji polskiej Sekretariatu Stanu.
20 grudnia 1995 został mianowany przez papieża Jana Pawła II sekretarzem Papieskiej Rady ds. Świeckich i biskupem tytularnym Noviki. Święcenia biskupie otrzymał 6 stycznia 1996 w bazylice św. Piotra na Watykanie. Udzielił mu ich sam papież, któremu asystowali arcybiskupi Giovanni Battista Re, substytut w sekcji spraw ogólnych Sekretariatu Stanu, i Jorge María Mejía, sekretarz Kongregacji ds. Biskupów. Jako dewizę biskupią wybrał słowa „Lux mea Christus” (Chrystus moim światłem).
4 października 2003 papież Jan Paweł II mianował go przewodniczącym Papieskiej Rady ds. Świeckich i wyniósł go do godności arcybiskupa. Był organizatorem Światowych Dni Młodzieży w Kolonii w 2005, w Sydney w 2008, w Madrycie w 2011 i w Rio de Janeiro w 2013. Na stanowisku był potwierdzany przez kolejnych papieży: Benedykta XVI 21 kwietnia 2005 i Franciszka 16 marca 2013. 1 września 2016, wraz z wcieleniem Rady do Dykasterii ds. Świeckich, Rodziny i Życia, przestał pełnić funkcję przewodniczącego.
28 grudnia 2016 papież Franciszek ustanowił go archiprezbiterem bazyliki Matki Bożej Większej na miejsce odchodzącego na emeryturę kardynała Santosa Abril y Castelló. Ingres do papieskiej bazyliki odbył 2 lutego 2017. Pełnienie funkcji zakończył 4 lipca 2025.
17 października 2007 podczas audiencji generalnej papież Benedykt XVI zapowiedział włączenie go do Kolegium Kardynałów, a na konsystorzu 24 listopada 2007 kreował go kardynałem diakonem bazyliki Najświętszego Serca Chrystusa Króla. 30 maja 2008 objął swój kościół tytularny. 19 maja 2018 papież Franciszek promował go do rangi kardynała prezbitera z zachowaniem dotychczasowej diakonii na zasadzie pro hac vice. Został członkiem Kongregacji Spraw Kanonizacyjnych, Kongregacji ds. Biskupów, Papieskiej Rady ds. Nowej Ewangelizacji i Papieskiej Komisji ds. Ameryki Łacińskiej. Ponadto 10 marca 2015 papież Franciszek mianował go członkiem Papieskiego Komitetu ds. Międzynarodowych Kongresów Eucharystycznych, a 11 sierpnia 2018 – członkiem Papieskiej Komisji ds. Państwa Watykańskiego. Uczestniczył w Synodach Biskupów w 2005, 2008, 2009 i 2014.
Brał udział w konklawe w 2013, podczas którego wybrano papieża Franciszka, oraz w konklawe w 2025, zakończonym wyborem papieża Leona XIV. 4 lipca 2025 w związku z ukończeniem 80 lat utracił prawo do udziału w przyszłych konklawe.
Był współkonsekratorem podczas sakr sekretarza Papieskiej Rady ds. Świeckich Josefa Clemensa (2004), biskupów pomocniczych krakowskich Grzegorza Rysia i Damiana Muskusa (2011), a także arcybiskupa Rolandasa Makrickasa (2023).

## Odznaczenia
W 2009 postanowieniem prezydenta RP Lecha Kaczyńskiego został odznaczony Krzyżem Komandorskim z Gwiazdą Orderu Odrodzenia Polski, a w 2015 prezydent RP Andrzej Duda nadał mu Krzyż Wielki tego samego orderu.
10 kwietnia 2008 otrzymał Wielki Krzyż Zasługi Orderu Zasługi Republiki Federalnej Niemiec z rąk ambasadora Niemiec przy Stolicy Apostolskiej Hansa-Henninga Horstmanna nadany przez prezydenta Niemiec Horsta Köhlera.